# H (KMCの曲)
「H」（エイチ）は、2009年6月24日にFRAMEから発売されたKMC のメジャーレーベル1枚目のマキシシングル。

## 収録曲
1. H
作詞・作曲 - KMC / アレンジャー - 松井寛
2. マジで感謝! 〜INAZUMA MESSAGE from KMC〜
作詞・作曲 - KMC & YAMASAKI BROS.
テレビ東京系アニメ：イナズマイレブン挿入歌
3. UP & DOWN
4. H (Instrumental)